# 史蒂夫·杜斯
史蒂夫·杜斯（Steve Doocy，1956年10月19日—）是美國的一位電視新聞節目主持人和暢銷書作家。

## 生平
1956年出生在艾奧瓦州，成長在堪薩斯州，畢業於堪薩斯大學並擁有新聞學學士學位。他曾服務於CBS和NBC等電視台，在1996年加盟福斯新聞台。杜斯是兩本紐約時報暢銷書的作者。他已經結婚並有三個孩子，信奉羅馬天主教。